# مشعل الزعبي
مشعل الزعبي شاعر ومؤلف كويتي من مواليد 1985، جمع بين كتابة الشعر الفصيح والشعر النبطي.
بدأ نشر قصائده في المنتديات الإلكترونية ثم بدأت الصحف الخليجية في نشر قصائده عام 2003، قدمته مجلة المختلف عام 2008.
شارك في الكثير من الأمسيات، اتخذ من الفرزدق اسمًا مستعارًا في بداياته.
صدرت له عدة مؤلفات، وتم اختياره ضمن شعراء الموسوعة الكبرى للشعراء العرب 1956 -2006 
شارك في مهرجان هلا فبراير ومهرجان ربيع الشعر العربي 2015  وتم اختياره من قبل الأكاديمية العالمية للشعر للمشاركة في احتفالية يوم الشعر العالمي في مدينة فيرونا الإيطالية ممثلاً للعالم العربي في عام 2017 واختارته المؤسسة العامة للحي الثقافي في قطر   عضوًا في لجنة تحكيم جائزة شاعر الرسول عام 2021

## المؤهلات العلمية
1. حاصل على درجة الدكتوراه في القانون - 2022
2. حاصل على درجة الماجستير في القانون - 2009
3. حاصل على درجة البكالوريوس في القانون - 2006
4. عدة إجازات في صحيح البخاري وصحيح مسلم وسنن الترمذي وسنن أبي داوود وسنن النسائي وسنن ابن ماجه ومسند أحمد والموطَّأ وغيرها من دواوين السنّة
5. التحق بالعديد من الدورات العلمية التي حاضر فيها بعض العلماء الكبار أمثال:[10]

- شيخ الحنابلة سماحة العلامة المُحدِّث عبد الله بن عبد العزيز العقيل - رئيس الهيئة الدائمة بمجلس القضاء الأعلى
- العلامة المُحدِّث المُسند ظهير الدين المباركفوري
- العلامة المحدث المحقق شعيب الأرنؤوط
- العلامة الدكتور عبد الله الغنيمان - أستاذ الدراسات العليا بالجامعة الإسلامية (المدينة المنورة)
- العلامة الأستاذ الدكتور عبد العزيز بن عبد الله الراجحي - الأستاذ المشارك بجامعة الإمام محمد بن سعود الإسلامية بالرياض
- العلامة الأستاذ الدكتور صالح السحيمي - المدرس بالمسجد النبوي والأستاذ المشارك بالجامعة الإسلامية (المدينة المنورة)
- الشيخ محمد الحسن ولد الددو رئيس مركز تكوين العلماء ورئيس جامعة عبد الله بن ياسين بموريتانيا
- الشيخ الدكتور سعيد الكملي - المدرس بجامعة محمد الخامس وأستاذ كرسي الإمام مالك في المملكة المغربية الهاشمية
- الشيخ الأستاذ الدكتور عبد الباري بن حماد الأنصاري - الأستاذ المشارك بكلية الحديث بالجامعة الإسلامية (المدينة المنورة)
- الشيخ الدكتور محمد المختار بن محمد الأمين الشنقيطي - الأستاذ بالجامعة الإسلامية (المدينة المنورة)
- الشيخ الدكتور عبد الله بن محمد الأمين الشنقيطي - المدرس بالمسجد النبوي والأستاذ بالجامعة الإسلامية (المدينة المنورة)
- الشيخ عبد الرحمن بن عبيد الله المباركفوري
- الشيخ أفضل حسين الغوركفوري
- الشيخ الدكتور وليد بن إدريس المنيسي رئيس الجامعة الإسلامية بمنيسوتا - الولايات المتحدة الأمريكية
- الشيخ الدكتور سليمان الرحيلي أستاذ الدراسات العليا بالجامعة الإسلامية (المدينة المنورة)
- الشيخ الدكتور عثمان الخميس
- الشيخ الدكتور عبد السلام الفيلكاوي
- الشيخ سالم الطويل
- الشيخ وحيد عبد السلام بالي

## مؤلفاته
- رسالة بعنوان: تفسير الكشاف ما له وما عليه - 2006
- الحقوق المالية للمؤلف - 2008
- ابتسامات المشايخ (مواقف وطرائف من حياة الشيخ عبد العزيز بن باز، والشيخ محمد ناصر الدين الألباني، والشيخ محمد بن صالح العثيمين) - 2010.[11]
- قراقوش ما زال حيًّا (أغرب القوانين والمحاكمات) - 2012.[12]
- ولست منهم - ديوان شعر فصيح - 2016
- شرح قانون إنشاء الهيئة العامة للغذاء والتغذية - 2016
- موسوعة التحقيق الإداري - 2020
- عندك قمر - ديوان شعر شعبي - 2020
- دور المحاكم الجنائية الدولية في تطوير أحكام القانون الجنائي الدولي - 2022
- مكافحة المنشطات - دراسة قانونية مقارنة - 2023.[13]
- مدونة التشريعات الطبية - 2023.[14]

## خبرات عملية[15]
- مدير عام الهيئة العامة للغذاء والتغذية
- نائب رئيس مجلس إدارة الوكالة الكويتية لمكافحة المنشطات
- مدير إدارة الشؤون القانونية في الهيئة العامة للغذاء والتغذية

## لقاءات إذاعية
- مشاركة في برنامج أثير القصايد - إذاعة قطر عام 2003
- مشاركات عديدة في برنامج يسعد مساكم - إذاعة الكويت
- لقاء في برنامج مرسى الأحاسيس - إذاعة الكويت 2009

الجزء الأول
الجزء الثاني
- لقاء في برنامج في رحاب الكتب - إذاعة القرآن الكريم - الكويت - 2010
- لقاء في البرنامج العام - إذاعة الكويت - 2015

## لقاءات تلفزيونية
- برنامج المجلس - سما دبي - 2008
- برنامج رواسي الشعر - سكوب - 2009
- برنامج نبع المشاعر - المختلف - 2010
- برنامج مسافات - رواسي - 2010
- برنامج ليل وشعر - المختلف - 2010
- لقاء قناة الأصايل - 2012
- لقاء قناة اليوم - 2012
- لقاء على قناة الراي - برنامج مسائي 2014
- لقاء على تلفزيون الكويت - برنامج فرحة وطن - 2015
- لقاء على قناة المجلس - برنامج بالكويتي - 2017
- لقاء على قناة قطر - برنامج سوابح فكر - 2022

## لقاءات صحفية
جريدة الأنباء - 2009
جريدة الأنباء - 2017

## مقالات ذات علاقة
- مشعل الزعبي بعيدًا عن الأرض بأميال - جريدة الدار
- الفيلسوف الألماني الشهير: مشعل الزعبي ! - جريدة الأنباء
- الزعبي يحلّق بالكويت في فضاء موسوعة العرب - جريدة الآن
- الزعبي.. دخل الموسوعة..! - جريدة الدار
- ابتسامات المشايخ - مقال لفهيد الهيلم - جريدة الراي
- ابتسامات المشايخ.. لمشعل الزعبي - جريدة الراي
- ابتسامات المشايخ: ابن باز وابن عثيمين والألباني - مقال للشيخ أحمد الكوس - جريدة الوطن
- مشعل الزعبي: ابتسامات المشايخ - جريدة الأنباء